# Émile Molle
Émile Molle war ein französischer Hersteller von Automobilen.

## Unternehmensgeschichte
Émile Molle gründete 1907 in Riom das Unternehmen, das seinen Namen trug, und begann mit der Produktion von Automobilen. Der Markenname lautete Molle. 1910 endete die Produktion.

## Fahrzeuge
Das Angebot umfasste zwei Modelle, deren Gemeinsamkeit war, dass der Antrieb durch selbst entwickelte und hergestellte Zweitaktmotoren erfolgte. Das kleinere Modell verfügte über einen Einzylindermotor mit 1330 cm³ Hubraum; ein Zweizylindermotor mit 1525 cm³ Hubraum trieb das größere Modell an. Insgesamt wurden nur zwei Fahrzeuge des kleinen Modells und sieben Fahrzeuge des großen Modells gebaut.